# Szép Magyar Könyv díjazottjainak listája
Az alábbi lista a Szép Magyar Könyv illetve az Év Legszebb könyve díjazottjait sorolja fel.
(1941 és 1946 között a háború miatt, valamint 1948 és 1952 között nem osztottak díjakat.)

## Díjazottak (1929-1955)
| Év   | Szerző                       | Cím                                                                                 | Kiadó                          | Forrás |
| ---- | ---------------------------- | ----------------------------------------------------------------------------------- | ------------------------------ | ------ |
| 1929 | Török Sophie                 | Asszony a karosszékben                                                              | Nyugat                         | [ 1 ]  |
| 1929 | Szitnyai Zoltán              | Az ég – A tó                                                                        | Amicus Kiadó                   | [ 2 ]  |
| 1929 | Kazinczy Ferenc              | Pesth                                                                               | Fővárosi kiadó                 | [ 3 ]  |
| 1929 | Pósa Lajos                   | Arany ABC                                                                           | Singer & Wolfner Rt.           | [ 4 ]  |
| 1929 |                              | Svéd novellák sorozata                                                              | Kner Nyomda                    | [ 5 ]  |
| 1930 | Osvát Ernő                   | Az elégedetlenség könyvéből                                                         | Kner nyomda                    | [ 6 ]  |
| 1930 | Bohuniczky Szefi             | Nők                                                                                 | Pápai Főiskolai nyomda         | [ 7 ]  |
| 1930 | Dallos Hanna                 | Szűz Szent Imre herceg legendája                                                    |                                | [ 8 ]  |
| 1931 | Buday György                 | Boldogasszony búcsúja                                                               |                                | [ 9 ]  |
| 1931 | Tormay Cecilia               | Magyar legendarium                                                                  | Egyetemi Nyomda                | [ 10 ] |
| 1931 | Fitz József                  | A könyv története                                                                   | Grafikai Műintézet             | [ 10 ] |
| 1931 | Gulyás Pál                   | A könyvnyomtatás Magyarországon a XV. és XVI. században                             | Országos Széchenyi Könyvtár    | [ 10 ] |
| 1932 | Johann Wolfgang von Goethe   | Az öreg Goethe                                                                      | Kner nyomda                    | [ 11 ] |
| 1932 | Lesznai Anna                 | Virágos szerelem                                                                    | Hungária nyomda                | [ 11 ] |
| 1933 | Dallos Hanna                 | Miatyánk, fametszetsorozat                                                          | Sándor Géza                    |        |
| 1933 | Arany János                  | Arany János balladái                                                                | Erdélyi Szépmíves Céh          |        |
| 1933 | Márai Sándor                 | A szegények iskolája                                                                | Pantheon                       |        |
| 1934 | Babits Mihály                | Amor Sanctus. Szent szeretet könyve                                                 | Magyar Szemle Társ.            | [ 12 ] |
| 1934 | Földessy Gyula               | Tanulmányok és élmények az irodalomtörténet, esztétika és filozófia köréből         | Gergely R. Könyvkeresk.        | [ 13 ] |
| 1934 | Molnár C. Pál                | Molnár C. Pál harminc eredeti fametszete                                            | Löbl Nyomda                    | [ 14 ] |
| 1934 | Tamás István                 | Háry János újabb kalandjai                                                          | Cserépfalvi                    | [ 15 ] |
| 1934 | Török Sophie                 | Örömre születtél                                                                    | Nyugat                         | [ 16 ] |
| 1935 | Márai Sándor                 | Válás Budán                                                                         | Révai Testvérek                |        |
| 1935 | Márai Sándor                 | Naptárcsere                                                                         | Hungária nyomda                | [ 17 ] |
| 1935 | Ortutay Gyula                | Székely népballadák                                                                 | Királyi Magyar Egyetemi Nyomda |        |
| 1935 | Gy. Szabó Béla               | Liber miserorum                                                                     | Minerva                        | [ 18 ] |
| 1935 | Jánosi József S.J            | Mária                                                                               | Pázmány Péter Irod. Társ       |        |
| 1936 |                              | A halál himnusza                                                                    | Hungária nyomda                |        |
| 1936 |                              | Haggáda peszach estéje                                                              | Kner nyomda                    |        |
| 1936 | Dóczy Jenő                   | Dédácsi idill                                                                       | Révai Intézet                  |        |
| 1936 | Elizabeth Barrett Browning   | Portugál szonettek                                                                  | Pantheon                       |        |
| 1936 | Ortutay Gyula                | Magyar parasztmesék                                                                 | Franklin Társulat Kiadó        |        |
| 1937 | Ortutay Gyula – Buday György | Bátorligeti mesék                                                                   | Hungária nyomda                |        |
| 1937 | Hanti János                  | Az úrfiú, aki a paradicsomban járt                                                  | Officina                       |        |
| 1937 | Kassák Lajos                 | Anyám címére                                                                        | Pantheon                       |        |
| 1937 | Dormándi László              | Két jelentéktelen ember                                                             | Pantheon                       |        |
| 1938 | Bisztrai Farkas Ferenc       | Adassék e levél. Régi és új magyar szerelmes levelek, 1528—1938                     | Hungária nyomda                | [ 19 ] |
| 1938 | Radnóti Miklós               | Meredek út                                                                          | Cserépfalvi                    |        |
| 1938 |                              | Officina-képeskönyvek sorozata                                                      | Officina                       |        |
| 1938 | Tersánszky Józsi Jenő        | A magyarok története                                                                | Cserépfalvi                    |        |
| 1939 | Szekfű Gyula                 | Mi a magyar?                                                                        | Atheneum kiadó                 |        |
| 1939 |                              | Régi magyar játékkártyák '                                                          | Hungária nyomda                | [ 20 ] |
| 1940 | Fitz József                  | Gutenberg                                                                           | Hungária nyomda                |        |
| 1940 | François Villon              | A szegény Villon tíz balladája                                                      | Singer & Wolfner Rt.           |        |
| 1940 | Turóczi-Trostler József      | Kegyességre serkentő, szíveket vidámító, elmét mulattató históriák és mesés fabulák | Kner nyomda                    |        |
| 1947 | Heltai Gáspár                | A bölcs Esopusnak és másoknak fabulái és oktató beszédei                            | Kner nyomda                    | [ 21 ] |
| 1947 | Johann Wolfgang von Goethe   | Faust                                                                               | Hungária Nyomda                |        |
| 1947 |                              | Második könyvünk'                                                                   | Hungária Nyomda                |        |
| 1947 | Szabados András              | Varga Péter balladája                                                               | Világosság Nyomda              |        |
| 1947 | Palotai Borisz               | Anyám                                                                               | Független Nyomda               |        |
| 1948 | Anatole France               | Nyársforgató Jakab meséi                                                            | Tevan Kiadó                    | [ 22 ] |
| 1948 | Fitz József                  | A magyar nyomdászat 1848-1849                                                       | Hungária Nyomda                | [ 23 ] |
| 1953 | Barcsay Jenő                 | Művészeti Anatómia                                                                  | Művelt Nép könyvkiadó          | [ 24 ] |
| 1953 | Petőfi Sándor                | Petőfi Sándor összes költeményei I-II.                                              | Szépirodalmi Kiadó             |        |
| 1954 | Gerő László                  | Magyar építészet                                                                    | Építésügyi Kiadó               |        |
| 1954 | Horváth Tibor                | Ázsia művészete                                                                     | Képzőművészeti Kiadó           |        |
| 1954 | Puskin                       | Jevgenyij Anyegin                                                                   | Új Magyar Könyvkiadó           |        |
| 1954 | Szutyejev                    | Két kis mese                                                                        | Ifjúsági Könyvkiadó            |        |
| 1955 | Pogány Ö. Gábor              | A XIX. század festészete                                                            | Képzőművészeti Alap            |        |
| 1955 | Greguss Pál                  | Xylotomische Bestimmung der heute lebenden Gimnospermen                             | Akadémiai Kiadó                |        |
| 1955 | Vörösmarty Mihály            | Vörösmarty Album                                                                    | Magvető Kiadó                  |        |
| 1955 | Zelk Zoltán                  | Tilinkó                                                                             | Magvető Kiadó                  |        |
| 1955 | William Shakespeare          | Shakespeare összes drámái                                                           | Új Magyar Könyvkiadó           |        |

## Díjazottak (1956-tól kezdve)

### Gyermek és ifjúsági könyvek
| Év   | Szerző               | Cím                              | Kiadó                           | Forrás |
| ---- | -------------------- | -------------------------------- | ------------------------------- | ------ |
| 1957 | Charles Dickens      | Twist Olivér                     | Móra Ferenc Könyvkiadó          | [ 25 ] |
| 1958 | Móra Ferenc          | Zengő ABC                        | Móra Ferenc Könyvkiadó          | [ 26 ] |
| 1958 | Murányi-Kovács Endre | A firenzei varázsló              | Móra Ferenc Könyvkiadó          |        |
| 1958 | Szabó Magda          | Bárány Boldizsár                 | Móra Ferenc Könyvkiadó          |        |
| 1958 | Szép Ernő            | Gyereknek való                   | Móra Ferenc Könyvkiadó          |        |
| 1958 | Szerafimovics        | Vihar a tengeren                 | Móra Ferenc Könyvkiadó          |        |
| 1959 | Kolozsváry Endre     | Találós kérdések                 | Móra Ferenc Könyvkiadó          | [ 27 ] |
| 1959 | Puskin               | Mese a halászról és a kis halról | Közgazdasági és Jogi Könyvkiadó |        |
| 1959 | K. Szirmai F. M.     | A tengerlépő cipő                | Móra Ferenc Könyvkiadó          |        |

### Tudományos művek, szakkönyvek, felsőoktatási kiadványok
| Év   | Szerző                       | Cím                                                              | Kiadó                    | Forrás |
| ---- | ---------------------------- | ---------------------------------------------------------------- | ------------------------ | ------ |
| 1957 | Korompai György              | Veszprém                                                         | Műszaki Könyvkiadó       |        |
| 1958 | Eckhardt Sándor              | Magyar-francia szótár                                            | Akadémiai Könyvkiadó     |        |
| 1958 | Fuchs László                 | Abelian Groups                                                   | Akadémiai Könyvkiadó     |        |
| 1958 | P.H. Groggins                | A szintetikus szerves vegyipar alapeljárásai                     | Műszaki Könyvkiadó       |        |
| 1958 |                              | Mezőgazdasági Lexikon                                            | Mezőgazdasági Könyvkiadó |        |
| 1958 | Palotás László               | Mérnöki kézikönyv                                                | Műszaki Könyvkiadó       |        |
| 1958 | Törő Imre                    | Szövettan                                                        | Medicina Könyvkiadó      |        |
| 1959 | Fitz József                  | A magyar nyomdászat, könyvkiadás és könyv kereskedelem története | Akadémiai Könyvkiadó     |        |
| 1959 | Dr. Nagy Dénes               | Röntgenanatómia                                                  | Akadémiai Könyvkiadó     |        |
| 1959 |                              | Budapest régiségei                                               | Akadémiai Könyvkiadó     |        |
| 1959 | Bölcskei-Csaba-Láng-Miticzky | Vasbetonhidak                                                    | Műszaki Könyvkiadó       |        |
| 1959 |                              | Opuscula Ethnologica Memoriae Ludovici Biró Sacra                | Akadémiai Könyvkiadó     |        |
| 1959 | Haranghy László              | Részletes kórbonctan I.                                          | Medicina Könyvkiadó      |        |
| 1959 |                              | Bányászati Kézikönyv II.                                         | Műszaki Könyvkiadó       |        |

### Szépirodalmi könyvek
| Év   | Szerző            | Cím                                 | Kiadó                   | Forrás |
| ---- | ----------------- | ----------------------------------- | ----------------------- | ------ |
| 1957 | Arany János       | Arany János balladái                | Magyar Helikon          |        |
| 1958 | Louis Aragon      | Befejezetlen regény                 | Magyar Helikon          | [ 26 ] |
| 1958 |                   | Csunjan szerelme                    | Európa Kiadó            |        |
| 1958 | Kárpáti Aurél     | A hollófürtű kedves                 | Szépirodalmi Könyvkiadó |        |
| 1958 | Szabó Lőrinc      | Örök barátaink I-II.                | Szépirodalmi Könyvkiadó |        |
| 1958 |                   | Tűztánc - Fiatal költők antológiája | Magvető Könyvkiadó      |        |
| 1959 | Illés Béla        | Kárpáti Rapszódia                   | Szépirodalmi Könyvkiadó |        |
| 1959 |                   | Csehov összes művei                 | Európa Könyvkiadó       |        |
| 1959 |                   | Boldog vadászok                     | Magvető Könyvkiadó      |        |
| 1959 | Mikszáth Kálmán   | Sankt Peters Regenschirm            | Corvina Kiadó           |        |
| 1959 | Radnóti Miklós    | Ikrek hava                          | Magyar Helikon          |        |
| 1959 | Stefan Zweig      | Sakknovella                         | Európa Könyvkiadó       |        |
| 1959 | Pierre de Ronsard | Ronsard válogatott versei           | Európa Könyvkiadó       |        |
| 1959 |                   | Pirkadása a magyar égnek            | Szépirodalmi Könyvkiadó |        |

### Művészeti könyvek és albumok
| Év   | Szerző                                  | Cím                                          | Kiadó                          | Forrás |
| ---- | --------------------------------------- | -------------------------------------------- | ------------------------------ | ------ |
| 1957 | Vayer Lajos                             | A rajzművészet mesterei                      | Corvina-Képzőművészeti Alap    |        |
| 1958 | Baktay Ervin                            | India művészete                              | Képzőművészeti Alap            |        |
| 1958 | Genthon István                          | Rippl-Rónai                                  | Képzőművészeti Alap            |        |
| 1958 | Gerő László                             | Építészeti műemlékek                         | Műszaki Könyvkiadó             |        |
| 1958 | Pataky Dénes                            | Von Delacroix bis Picasso                    | Corvina és Képzőművészeti Alap |        |
| 1958 | Aggházy Mária                           | Régi Magyarországi faszobrok                 | Akadémia Kiadó                 |        |
| 1958 | Hofer Tamás, Fél Edit, K-Csilléry Klára | Ungarische Bauernkunst                       | Akadémia Kiadó                 |        |
| 1959 | Pogány Frigyes                          | Szobrászat és festészet az építőművészetben  | Műszaki Könyvkiadó             |        |
| 1959 | Pogány Ö. Gábor                         | Magyar festészet a XX. században             | Corvina és Képzőművészeti Alap |        |
| 1959 | Bodrogi Tibor                           | Óceánia művészete                            | Corvina és Képzőművészeti Alap |        |
| 1959 |                                         | Internationale Künstlerische Fotoausstellung | Corvina Kiadó                  |        |
| 1959 |                                         | Plakate der Ungarischen Räterepublik         | Corvina és Kossuth Kiadó       |        |

### Tankönyvek és tömegkiadványok
| Év   | Szerző   | Cím                              | Kiadó                  | Forrás |
| ---- | -------- | -------------------------------- | ---------------------- | ------ |
| 1958 |          | Ének I. osztály                  | Tankönyvkiadó Vállalat |        |
| 1958 |          | Kétnyelvű olcsó könyvtár sorozat | Corvina Könyvkiadó     |        |
| 1959 |          | Tarka könyvek                    | Kossuth Kiadó          |        |
| 1959 | Randé J. | La vie politique de Hongrie      | Corvina Kiadó          |        |

### Ismeretterjesztő és politikai kiadványok
| Év   | Szerző           | Cím                                          | Kiadó                           | Forrás |
| ---- | ---------------- | -------------------------------------------- | ------------------------------- | ------ |
| 1958 |                  | A magyar-szovjet barátság diadalútja         | Kossuth Könyvkiadó              |        |
| 1958 | Kádár János      | Szilárd népi hatalom: független Magyarország | Kossuth Könyvkiadó              |        |
| 1958 | N. K. Krupszkaja | Közoktatás és demokrácia                     | Tankönyvkiadó Vállalat          |        |
| 1958 | Török Sándor     | Az emberi test                               | Bibliotheca Könyvkiadó          |        |
| 1958 | Halász           | Das Buch vom Ungarnwein                      | Corvina Könyvkiadó              |        |
| 1958 | Kessler          | Az örök éjszaka világában                    | Kossuth Könyvkiadó              |        |
| 1959 |                  | Kommunista Kiáltvány                         | Magyar Helikon és Kossuth kiadó |        |
| 1959 | Békés István     | Petőfi nyomában                              | Gondolat Kiadó                  |        |
| 1959 |                  | A magyar nyelv értelmező szótára             | Akadémiai Kiadó                 |        |
| 1959 | C. W. Ceram      | A régészet regénye                           | Gondolat Kiadó                  |        |

### Bibliofil és speciális kiadványok
| Év   | Szerző                  | Cím                                      | Kiadó                     | Forrás |
| ---- | ----------------------- | ---------------------------------------- | ------------------------- | ------ |
| 1958 | Anatole France          | Nyársforgató Jakab meséi                 | Európa Könyvkiadó         |        |
| 1958 |                         | Aucasin és Nicolette                     | Magyar Helikon Könyvkiadó |        |
| 1958 | Balázs Béla             | Mesék a szerelemről                      | Magyar Helikon Könyvkiadó |        |
| 1958 | Heltai Jenő             | Az ezerkettedik éjszaka                  | Magyar Helikon Könyvkiadó |        |
| 1958 | Henrik Ibsen            | Terje Vigen                              | Magyar Helikon Könyvkiadó |        |
| 1959 | Móricz Zsigmond         | Rózsa Sándor                             | Magyar Helikon Könyvkiadó |        |
| 1959 | Miklós Pál              | A tunhuangi ezer Buddha barlangtemplomok | Magyar Helikon Könyvkiadó |        |
| 1959 | Náráyana                | Hasznos tanítások a Hitópadésa meséiből  | Európa Könyvkiadó         |        |
| 1959 | Tinódi Lantos Sebestyén | Crónica                                  | Akadémiai Kiadó           |        |
| 1959 | Kálti Márk              | Képes Krónika                            | Magyar Helikon Könyvkiadó |        |

### Év illusztrátora
| Év   | Illusztrátor    | Szerző           | Cím                                                 | Kiadó                    | Forrás |
| ---- | --------------- | ---------------- | --------------------------------------------------- | ------------------------ | ------ |
| 2018 | Rofusz Kinga    | Rofusz Kinga     | Otthon                                              | Vivanda Kft.             | [ 28 ] |
| 2019 | Turi Lilla      | Dragomán György  | Jég                                                 | Magvető                  | [ 29 ] |
| 2020 | Orosz Annabella | Kis Ottó         | A piros tengeralattjáró                             | Betűtészta Kiadó         | [ 30 ] |
| 2021 | Herbszt László  | Milbacher Róbert | A nagy kanizsár összeesküvés                        | Csimota Kiadó            | [ 31 ] |
| 2022 | Grela Alexandra | Révész Emese     | Hol készül a művészet? - Művészettörténeti böngésző | Csimota Kiadó            | [ 32 ] |
| 2022 | Herbszt László  |                  | Ki korán kel…szólások és közmondások a pénzről      | Pallas Athéné Könyvkiadó |        |
| 2023 | Korbuly Ági     | Balássy Fanni    | Bocs, hogy élek                                     | Pagony Kiadó             | [ 33 ] |